# Lenguas pama-ñunganas surorientales
Las Lenguas pama-ñunganas surorientales forman una de las cuatro ramas de las lenguas pama-ñunganas.

## Cladograma
- Bajo Murray: Ngarinyeri, Ngayawung†, Yuyu†, Kureinji†, Yitha-Yitha
- Yotayótico: Yotayota, Yabula-Yabula
- Gippsland: Gunai, Dhudhuroa, Pallanganmiddang
- Kulínico:
  - Kulin: Woiwurrung, Bunurong, Taungurung, Wathaurong, Djadjawurrung, Weba-Wemba, Latji-Latji, Wadi-Wadi, Mathi-Mathi
  - Drual: Bungandidj, Dhauwurd Wurrung
  - Gulidjan
- Yuin-Kuric
  - Yuin: lenguas tharawal (Tharawal, Dhurga, Dyirringanj, Thawa), Nyamudy, Ngarigo, Ngunnawal,
  - Yora: Dharug, Darkinjung,
  - Kuri: Worimi-Awabakal, Dunghutti
- Centro de Nueva Gales del Sur
  - Wiradhúricas: Gamilaraay, Wiradhuri, Ngiyambaa
  - Dyangadi: Dyangadi, Nganyaywana
  - Barranbinja
  - Muruwari
- Durubálico: Turrubal (Turubul), Yagara (Jagara), Jandai (Janday), Nunukul (Nunungal, Moonjan), Gowar (Guwar)
- Yugambeh-Bundjalung: Yugambeh, Githabul, Wahlubal
- Gumbaynggíricas: Kumbainggar , Yaygir
- Waka-Kabic:
  - Than: Gureng Gureng, Gabi (Kabikabi), Dappil (Tulua?)
  - Miyan: Wuliwuli, Waga (Wakawaka), Barunggam (Muringam)
- Dyirbálico: Dyirbal, Warrgamay, Wulguru, Nyawaygi
- Anewan (Nganyaywana)

- Datos: Q111445946